# Boliviano (moeda)
O boliviano (Bs) é a moeda oficial da Bolívia desde 1986, dividido em 100 centavos e seu código, de acordo com a norma ISO 4217, é BOB.

## História
O Boliviano foi criado no governo de Victor Paz Estensorro, através da Lei nº. 901, de 28 de Novembro de 1986, que substituía o hiperinflacionado Peso Boliviano, na paridade de $b. 1.000.000.- por 1 Bs. A nova moeda entrou em circulação oficialmente em 1º de Janeiro de 1987 e circula até hoje.
As primeiras cédulas de Boliviano eram nada mais que as notas e cheques de gerência de pesos com carimbo litográfico no verso com o novo valor ajustado, com 6 zeros a menos. As cédulas próprias começaram a sair ainda em 1987. Já as notas antigas passaram pela desmonetização até 31 de Dezembro de 1987, perdendo seu valor legal em 1º de Janeiro de 1988.
Em 2019, um boliviano equivalia a R$ 0,58 . A série atual de cédulas foi lançada entre 2018 e 2019, com o novo nome oficial: Estado Plurinacional da Bolívia.